# Роуз, Найла
Найла Роуз (англ. Nyla Rose, род. 3 августа 1982 года) — американская женщина-рестлер и актриса.
В настоящее время выступает в All Elite Wrestling, где она является бывшей чемпионкой мира среди женщин AEW. Она также снялась в канадском телесериале 2016 года The Switch.
Роуз стала первым в истории открытым трансгендерным рестлером, подписавшим контракт с крупным американским промоушеном, а также завоевавшим титул в нём.

## Карьера в рестлинге

### All Elite Wrestling (2019-н.в.)
Роуз стала первым в истории открытым трансгендерным рестлером, подписавшим контракт с крупным американским промоушеном, подписав контракт с All Elite Wrestling (AEW) в феврале 2019 года. Роуз дебютировала в AEW на первом шоу промоушена Double or Nothing.
На Fyter Fest она участвовала в матче с Рихо и Юкой Сакадзаки, после матча Роуз напала на обеих женщин. Роуз приняла участие в женском Casino Battle Royal на All Out, который она выиграла, получив возможность стать первой чемпионкой мира среди женщин AEW. 2 октября 2019 на премьерном выпуске Dynamite года Роуз проиграла Рихо в борьбе за титул. 12 февраля 2020 года Роуз победила Рихо и завоевала титул чемпиона мира среди женщин AEW, став первой женщиной-трансгендером, выигравшей чемпионат мира в крупном американском рестлинг-промоушене. 29 февраля 2020 года она успешно защитила титул против Крис Статландер на Revolution. 23 мая на Double or Nothing Роуз проиграла титул Хикару Шиде. 15 июля 2020 года Роуз представила Вики Герреро в качестве своего менеджера.
В феврале 2021 года было объявлено, что Роуз будет участвовать в турнире Women’s World Championship Eliminator Tournament. В первом раунде американской части турнира Роуз одержала победу над Тай Конти, а на выпуске Dynamite от 24 февраля она одержала победу над Бритт Бейкер и вышла в финал турнира в США. 1 марта Роуз победила Розу Грома. 3 марта в финале турнира на турнире она проиграла Рио Мидзунами.

## Личная жизнь
Роуз — коренная американка (племя Онайда) и афроамериканка.

## Титулы и достижения
- All Elite Wrestling
  - Чемпион мира среди женщин AEW (1 раз)[8][10]
  - Women’s Casino Battle Royale (2019)[11]
- Covey Promotions
  - CP Women’s Championship (3 раза)[12][13]
- Pro Wrestling Illustrated
  - № 16 в топ 100 женщин-рестлеров в рейтинге PWI Women’s 100 в 2020[14]
- United Pro Wrestling Association
  - UPWA Women’s Championship (1 раз)[12][15]
- Warriors Of Wrestling
  - WOW Women’s Championship (2 раза)[16]
- World Domination Wrestling Alliance
  - WDWA West Virginia Championship (1 раз)[17]